# NMBとまなぶくん
『NMBとまなぶくん』（エヌエムビーとまなぶくん）は、2013年4月12日から2020年3月28日まで関西テレビで放送されていたバラエティ番組であり、NMB48の冠番組である。

## 概要
「楽しく学べる知的バラエティ」と銘打ち、「学校では教えてくれない」「今さら恥ずかしくて聞けない」「これからの人生に必要不可欠なこと」など、世間のまだ知らない様々なことをNMB48メンバーに解説し教えていく、社会勉強エンターテインメント番組である。教師役としてお笑いコンビのかまいたちをMCとして毎週ゲスト講師を招き、気になるニュースやキーワードをNMB48メンバーに解説していく。かまいたちにとっては、当番組が初MCとなる。
「ダブりの先輩」と称して、ゲスト講師とは別に毎回1組ゲストを迎える。
2016年1月7日から番組のデータ放送で出演メンバーのプロフィールやメッセージを見ることができるようになった。
2017年3月6日にはスピンオフ番組として『NMBとかたるくん』が放送された。
2020年3月28日（3月27日深夜）の放送をもって最終回を迎え、7年間の歴史に幕を下ろすこととなった。後番組は過去2回特別番組として放送された『かまいたちの机上の空論城』がレギュラー化され、かまいたちと渋谷凪咲が引き続き出演する。NMB48の出演番組については同年10月より音いたちが放送されている。

## 出演者

### レギュラー出演
かまいたち（司会・教師役）
- 山内健司（担任）
- 濱家隆一（副担任）

NMB48（番組出演選抜16名）
スタジオでは揃いの衣装を着用し、ニックネームと年齢が書かれた名札を付けている。
| チーム    | メンバー |
| --------- | --- |
| チームN   | 石田優美、川上千尋、清水里香、西澤瑠莉奈、村瀬紗英、森田彩花、吉田朱里                                               |
| チームM   | 明石奈津子、石塚朱莉、井尻晏菜、鵜野みずき、渋谷凪咲、白間美瑠、堀詩音、堀ノ内百香、水田詩織、安田桃寧               |
| チームBII | 東由樹、梅山恋和、加藤夕夏、小嶋花梨、塩月希依音、上西怜、新澤菜央、中川美音、本郷柚巴、山田寿々、山本彩加、山本望叶 |

- VTR・企画出演のみのメンバー
  - チームM：出口結菜
- NMB48およびAKB48グループ以外のゲスト出演
  - 秋元康[注 3]
  - 堀田篤（関西テレビアナウンサー）[注 4]

### ゲスト出演
- ダブりの先輩
  - 毎回、1名あるいはコンビ1組がゲスト出演し[注 5]、その際、学生服を着用している[注 6]。
- 講師
  - 「1時間目」のテーマに基づいた、各分野で活躍する専門職を講師として招き授業を行う。1時間目の授業が終わっても番組終了まで出演しており、出演時に特に決まった服装はないが、白衣などそれぞれの専門職で使用している服装で登場することもある。

### 過去のレギュラー
- 元NMB48
  - チームN：市川美織、磯佳奈江[注 7]、太田夢莉[注 7]、大段舞依、小笠原茉由[注 8][注 9]、岸野里香、日下このみ、小谷里歩[注 7]、武井紗良、谷川愛梨[注 7]、上西恵[注 10]、須藤凜々花、西村愛華、三田麻央[注 7]、室加奈子、林萌々香、薮下柊[注 11]、山岸奈津美、山本彩[注 12][6][注 7]、與儀ケイラ[注 13]
  - チームM：安藤愛璃菜、岩田桃夏、上枝恵美加、川上礼奈、久代梨奈、木下百花[注 7]、古賀成美[注 14]、小柳有沙[注 15]、近藤里奈、島田玲奈[注 16]、高野祐衣[注 7]、中野麗来、村上文香[注 17]、山田菜々[注 18][注 7]
  - チームBII：赤澤萌乃[注 19]、植田碧麗、植村梓、沖田彩華、門脇佳奈子[注 7]、木下春奈、黒川葉月、城恵理子、内木志、藤江れいな、山口夕輝、矢倉楓子、渡辺美優紀
- VTR・企画出演のみのメンバー
  - チームBII：梅原真子[注 15]、小林莉加子、村中有基
  - チームM研究生：柴田優衣、西仲七海

## コーナー
学校の授業と同じく「1時限」構成で「2時限目」まである。
- 1時間目[注 20]（2013年4月11日 - ）
  - テーマに基づいた分野の専門職がゲスト講師として登場し、主題となるテーマをあらゆる観点から分析し、NMB48メンバーに解りやすく解説する。
- 2時間目「NMB48の何やらしてくれとんねん!」[注 21][注 22]。
  - NMB48メンバーが様々な挑戦に挑む企画コーナー[注 23]。
- 「今週のかしこ・ばかこ候補」（2017年10月6日 - ）
  - 毎回、放送終了間際に、もっとも優秀な生徒をかしこさん、不本意だった生徒をばかこさんと称し、山内がかしこを1名、ばかこ候補を数名選出する。かしこさんに選ばれたメンバーには「かしこバッジ」が送られ、かしこさんバッジが5個たまればご褒美が貰える。
- 居残りホームルーム「今日のばかこは誰だ!?」（2017年10月6日 - ）
  - ばかこ候補に選ばれたメンバーは、放送後のスタジオにて居残り試験と称し、1限目での授業内容の復習問題を3問出題され、正解数の少なかったメンバーが「ばかこさん」に選ばれる[7]。「ばかこバッジ」が5個たまれば、きつ〜い罰ゲームが施行される。従来の補習同様にスタジオ照明は薄暗く設定されているが、山内と濱家が出演し、濱家が出題している。

### 終了したコーナー
- 2時限目「世代別ランキング」[注 24]（2013年4月11日 - 6月6日）
  - 10・20代のヤング世代、30・40代のミドル世代、50・60代のアダルト世代と、各世代ごとにアンケートや街頭インタビューを実施して、ジェネレーションギャップを学ぶ[注 25]
- 補習「山内先生のあやしい補習授業」（2013年4月11日 - 8月29日）
  - ばかこさんに選ばれたメンバーは、放送終了後のスタジオにて補習を受けることになるが、主に山内よりダメ出しとムチャぶりを受けることになる。
その際、スタジオ照明は薄暗く設定され、山内もサングラスを着用している。濱家も同席しているが主に静観している。
- 補習「1問でも間違えれば金タライ!山内先生の厳しい追試験」（2013年9月5日 - 2017年9月28日）
  - ばかこさんに選ばれたメンバーは、放送終了後のスタジオにて山内より追試験を受けることになる。追試験の内容は1限目での授業内容の復習問題を3問出題され、1問でも間違えると金タライが頭上に落ちてくる。なお、追試験の問題は濱家が出題し、金タライを支えている紐は山内が手に持っており、間違えた瞬間に山内のタイミングで落とされる。『怪しい補習授業』と同様に、スタジオ照明は薄暗く設定され、山内もサングラスを着用しているが、出演は山内のみで濱家は問題出題のナレーターのみで同席はしていない。
  - 毎回、放送終了間際に、もっとも優秀な生徒をかしこさん、不本意だった生徒をばかこさんと称し、山内が1名ないし複数名選出する。それぞれにはバッジが送られ、かしこさんバッジが5個たまればご褒美、ばかこさんバッジが5個たまれば、きつ〜い罰ゲームが施行される。

## 放送日程
第225回より番組が30分枠に短縮され、2時間目「NMB48の何やらしてくれとんねん!」が不定期となり、「ばかこさん」候補は数名選出されるようになった。選出されたメンバーの太字が今週のばかこさん。

### 放送休止
- 2014年2月20日 - 『ソチオリンピック2014フリースタイルスキー女子ハーフパイプ予選』放送のため休止
- 2014年8月28日 - 『2014年世界柔道選手権大会・男子81kg級/女子63kg級』放送のため休止
- 2015年8月27日 - 『2015年世界柔道選手権大会・男子81kg級/女子63kg級』放送のため休止
- 2015年12月24日 - 『明石家サンタの史上最大のクリスマスプレゼントショー2015』放送のため休止
- 2016年4月14日 - 「平成28年 熊本地震」の報道特別番組が放送されたため休止

## かしこさん・ばかこさん
- 双方に選ばれる基準が、特に成績が優秀ならびに不本意だったと言う事だけではなく、「学ぼうとする姿勢が良かった」[注 183] あるいは「収録中一言もしゃべってない」[注 184] など、曖昧なところもある。
- 基本的にNMBメンバーの中から選出されるが、稀にゲスト出演者から選出されることもある[注 185]。
- 選出されるのは基本的に1名ずつだが、まれに複数名選出されることもある[注 186]。
- グループ卒業が決まっているメンバーは、最後の収録では内容にかかわらずばかこさんに選出され補習コーナーを使って「お別れ」をする場合がある。
- かしこさんバッジ5個獲得でご褒美、ばかこさんバッジ5個獲得で罰ゲームが施行。
  - かしこさんバッジ5個獲得のご褒美は毎回違う。
    - 初回に獲得した山本彩には、高級スイーツ[注 187]。副賞として番組予告にピンでの出演権ならびに関西テレビ前で流れる番組告知へのピンでの出演権。
    - 2回目に獲得した岸野里香には、豪華ステーショナリーセット[注 188]。

  - ばかこさんバッジ5個獲得の罰ゲームは「スカイダイビング」[注 189]。
- かしこさん、ばかこさん共にどちらかが5個獲得したメンバーが出た時点で、それまでの獲得した方のカウントは全て清算される。

### 5つ獲得メンバー
かしこさん
- 山本彩（2013年12月5日第35回放送分でかしこさんバッジ5個獲得によりご褒美『ジェラート・ベネ工房「究極の濃抹茶」5500円×5個』を獲得）
- 岸野里香（2014年11月6日第80回放送分でかしこさんバッジ5個獲得によりご褒美『文房具ソムリエ石津セレクト「豪華ステーショナリーセット」』を獲得）
- 岸野里香（2015年11月19日第132回放送分でかしこさんバッジ5個獲得によりご褒美『寺門ジモンおすすめ!「遊山お食事券5万円分」』を獲得）
- 須藤凜々花（2016年11月17日第181回放送分でかしこさんバッジ5個獲得によりご褒美『映画鑑賞券3万円分』を獲得）
- 村瀬紗英（2017年11月24日第232回放送分でかしこさんバッジ5個獲得によりご褒美『映画鑑賞券3万円分』を獲得）
- 山尾梨奈（2018年10月26日第279回放送分でかしこさんバッジ5個獲得によりご褒美『映画鑑賞券3万円分』を獲得）
- 加藤夕夏（2019年9月13日第325回放送分でかしこさんバッジ5個獲得によりご褒美『映画鑑賞券3万円分』を獲得）

ばかこさん
- 山田菜々（2013年11月21日第33回放送分でばかこさんバッジ5個獲得により罰ゲーム執行が決定し、2013年12月26日第38回放送分にて罰ゲーム執行が放送された。）
- 渋谷凪咲（2014年10月30日第79回放送分でばかこさんバッジ5個獲得により罰ゲーム執行が決定し、2014年12月25日第87回放送分にて罰ゲーム執行が放送された。しかし、渋谷が全く怖がらず、むしろ楽しんでいたため、罰ゲームは成立せず、結果、立会人の「女と男」市川義一もスカイダイビングをする羽目になった。）
- 薮下柊（2015年10月29日第129回放送分でばかこさんバッジ5個獲得により罰ゲーム執行が決定し、2016年3月24日第148回放送分にて罰ゲーム執行が放送された。また、当番組の打ち上げで濱家が軽い気持ちで「自分も飛ぶ」と発言していたことが発覚したため、濱家もスカイダイビングをする羽目になった。）
- 上西恵（2016年10月20日第177回放送分でばかこさんバッジ5個獲得により罰ゲーム執行が決定し、2016年12月22日第186回放送分にて「マカオタワーからのバンジージャンプ」の罰ゲームが施行された。また、罰ゲームロケに上西が飛べなかった場合の代行として同行した矢野・兵藤の矢野勝也も、上西のバンジージャンプに感動したと言う名目でバンジージャンプすることになった。）
- 谷川愛梨（2017年9月28日第224回放送分でばかこさんバッジ5個獲得により罰ゲーム執行が決定し、2018年3月16日第246回放送分にて「マカオタワーからのスカイジャンプ」の罰ゲームが施行された。また、罰ゲームロケに見届け人として同行した矢倉楓子が、NMB48卒業記念としてマカオタワーの頂上に登った。）
- 渋谷凪咲（2019年12月13日第338回放送分でばかこさんバッジ5個獲得により2度目の罰ゲーム執行が決定し、2019年12月27日第340回放送分にて罰ゲーム執行が放送された。）

## DVD
| リリース日    | タイトル                                                     | 発売元                  | 品番         | 販売形態         | 収録内容                                                                                                  |
| ------------- | ------------------------------------------------------------ | ----------------------- | ------------ | ---------------- | --- |
| 2014年9月2日  | NMBとまなぶくんPresents NMB48の何やらしてくれとんねん! Vol.1 | laugh out loud! records | YRBS-9000809 | 本編＋特典2枚    | 第1回〜第44回までの放送回に未公開映像を収録。 特典映像として未公開NGシーンを加えたタイトルコール総集編    |
| 2014年9月2日  | NMBとまなぶくんPresents NMB48の何やらしてくれとんねん! Vol.2 | laugh out loud! records | YRBS-9001011 | 本編＋特典2枚    | 第1回〜第44回までの放送回に未公開映像を収録。 特典映像として未公開NGシーンを加えたタイトルコール総集編    |
| 2015年8月11日 | NMBとまなぶくんPresents NMB48の何やらしてくれとんねん! Vol.3 | laugh out loud! records | YRBS-9001314 | 本編＋特典2枚    | 第45回〜第95回までの放送回に未公開映像を収録。 特典映像として未公開NGシーンを加えたタイトルコール総集編   |
| 2015年8月11日 | NMBとまなぶくんPresents NMB48の何やらしてくれとんねん! Vol.4 | laugh out loud! records | YRBS-9001516 | 本編＋特典2枚    | 第45回〜第95回までの放送回に未公開映像を収録。 特典映像として未公開NGシーンを加えたタイトルコール総集編   |
| 2016年7月5日  | NMBとまなぶくんPresents NMB48の何やらしてくれとんねん! Vol.5 | laugh out loud! records | YRBS-90021   | 本編2枚＋特典1枚 | 第97回〜第144回までの放送回に未公開映像を収録。 特典映像として未公開NGシーンを加えたタイトルコール総集編  |
| 2018年2月2日  | NMBとまなぶくんPresents NMB48の何やらしてくれとんねん! Vol.6 | laugh out loud! records | YRBS-90032/3 | 本編2枚＋特典1枚 | 第145回〜第185回までの放送回に未公開映像を収録。 特典映像として未公開NGシーンを加えたタイトルコール総集編 |
| 2021年1月29日 | NMBとまなぶくん presents NMB48の何やらしてくれとんねん!Vol.7 | laugh out loud! records | YRBS-90035/6 | 本編2枚＋特典1枚 | |
| 2021年1月29日 | NMBとまなぶくん presents NMB48の何やらしてくれとんねん!Vol.8 | laugh out loud! records | YRBS-90037/8 | 本編2枚＋特典1枚 | |

## エンディングテーマ
- 2013年4月11日 - 5月16日、NMB48「12月31日」（MV）
- 2013年5月23日 - 9月5日、NMB48「僕らのユリイカ」（スタジオライブ・MV）[注 190]
- 2013年9月12日 - 2014年2月27日、NMB48「カモネギックス」（MV）
- 2014年3月6日 - 6月19日、NMB48「高嶺の林檎」（MV）
- 2014年6月26日 - 10月9日、NMB48「イビサガール」（MV）
- 2014年10月16日 - 12月11日、2015年1月8日 - 2月26日、NMB48「らしくない」（MV）
- 2014年12月18日・25日、渡辺美優紀「やさしくするよりキスをして」（MV）
- 2015年3月5日 - 6月4日、NMB48「Don't look back!」（MV）
- 2015年6月11日 - 9月3日、NMB48「ドリアン少年」（MV）
- 2015年9月10日 - 9月17日、2015年10月1日・10月22日・11月5日・11月19日・12月3日・12月17日、2016年1月14日・1月29日 - 、NMB48「Must be now」（MV）
- 2015年9月24日・10月15日・10月29日・11月12日・11月26日・12月10日、2016年1月7日・1月21日・2月4日 - 、NMB48「片想いよりも思い出を…」（MV）
- 2016年4月7日 - 6月30日、NMB48「甘噛み姫」（MV）
- 2016年7月7日 - 11月17日・12月1日、NMB48「僕はいない」（MV）
- 2016年11月24日、山本彩「雪恋」（MV）
- 2016年12月8日 - 6月29日、NMB48「僕以外の誰か」（MV）
- 2017年7月6日 - 9月21日、NMB48「まさかシンガポール」（MV）
- 2017年9月28日 - 12月1日、山本彩「JOKER」（MV）
- 2017年12月8日 - 2018年3月9日、NMB48「ワロタピーポー」（MV）
- 2018年3月16日 - 9月28日、NMB48「欲望者」（MV）
- 2018年10月5日 - 2019年1月25日、NMB48「僕だって泣いちゃうよ」（MV）
- 2019年2月1日 - 7月26日、NMB48「床の間正座娘」（MV）
- 2019年8月2日 - 10月11日、NMB48「母校へ帰れ!」（MV）
- 2019年10月18日 - 、NMB48「初恋至上主義」（MV）

## NMBとかたるくん
『NMBとかたるくん』（エヌエムビーとかたるくん）は、2017年3月5日に関西テレビ（関西ローカル）で1:00 - 1:55（日曜25:00 - 25:55）に放送されたバラエティ番組である。
概要
NMB48メンバー数名が、かまいたちの引率で「NMBとまなぶくん」の教室を飛び出し、NMB48に関わりのある芸人による「夜の居残り授業」を大阪・なんばにて行うスピンオフ番組。
| 回 | 放送日 | かたるくんゲスト       | その他のゲスト         | 居残り授業出演メンバー                           | NMBの何やらしてくれとんねん!特別編           | NMBの何やらしてくれとんねん!特別編出演メンバー                                    |
| -- | ------ | ---------------------- | ---------------------- | ------------------------------------------------ | -------------------------------------------- | --------------------------------------------------------------------------------- |
| 1  | 3月5日 | たむらけんじ・川畑泰史 | 大島雅斗（ケンモッカ） | 山本彩、吉田朱里、矢倉楓子、須藤凜々花、渋谷凪咲 | NMB48の力を結集し、爪楊枝アートを完成させよ! | 沖田彩華、加藤夕夏、久代梨奈、渋谷凪咲 上西恵、白間美瑠、矢倉楓子、薮下柊、山本彩 |

挿入歌・エンディングテーマ
- NMB48「僕以外の誰か」

## スタッフ
- ナレーター：徳田祐介
- 構成：くらやん、澤田征士、上野大輔、原佑貴子
- TD：森下真行／吉田満
- CAM：岡修平／鈴木智雄、朝原光基
- VE：山本謙吾／松浦洋輔
- LD：平塚章人／大西祐輔、徳永勤
- MIX：赤澤和伸、中道尚宏【週替り】／長谷川周作
- AUD：中西俊介／大林俊夫
- 美術制作：万膳志帆／乗本孝治
- デザイン：井内克信
- 美術進行：野中悟／中越章浩
- 装置：神戸裕一
- 電飾：和田剛
- 衣装：永田真子
- メイク：パウダー、CO.CO.RO.
- SE：片岡幸司
- MA：右見嘉英
- ロケCAM：森本翔一、青木一弘
- 編集：小寺崇弘、的場聖／徳安悠治
- PJ：大山恵／谷上聡志、柳原正子（以前は編集）
- 協力：ウエストワン、大阪共立、SOUND-K、BACK-UP、よしもとブロードエンタテインメント（旧トラッシュ）、KAKUYA【毎週】一光、グレートインターナショナル、インパクト、映像倶楽部、LEO9【週替り】／
- 宣伝：大西千絵
- 配信：石岡雅樹、向山敬子
- ディレクター：有本匡徳（メディアプルポ、一時期は演出）、三谷俊仁（以前はAD）、三橋秀登（インパクト）、百田綾香、宮川青、加藤俊介、對馬久織（映像倶楽部）、酒井倫太郎（LEO9）、石原直行【週替り】、佐久間俊輔（BACK-UP）【毎週】／、東啓慈・濱田美佳（メディアプルポ、東→以前はAD）
- 演出：藤原慎平（メディアプルポ、ディレクターの回あり、一時離脱→復帰）
- プロデューサー：田中拓朗（関西テレビ）、牧里子（吉本興業）、増田幸一郎（メディアプルポ）
- 制作協力：吉本興業、メディアプルポ
- 制作著作：関西テレビ[注 191]

過去のスタッフ
- 構成：貝島純一、上田信彦、尻谷よしひろ
- ブレーン：溝上清加、勝浦慎吾
- AUD：寺嶋紀雄（2013年5月9日第5回放送分まで）
- 美術制作：西川夏子
- 宣伝：金子佳奈子、羽藤ゆかり、豊増雄、中村あや
- MA：田口雅敏、柳生佳祐
- PJ：跡迫直、垣川東吾、谷上聡志、中島みどり、木村智美、園井拓郎、小高宏之、孫招昌、瀬崎友弥、坂本季奈
- 編集：藤崎一成、大和安芸子、高尾祐季、川島ますみ
- 協力：EDGE、戯音工房
- AP：豊田深介、立山正夫
- AD：関戸理沙、長野拓実、赤星渉、駒野裕昭、三村晃太郎、小浴崇慎、堀名陣平、徳村好洋
- ディレクター：茂野悠介（メディアプルポ）、小八木敬三
- 演出：太田隼人（以前はディレクター）
- プロデューサー：川村徹也・東野和全（関西テレビ）、谷垣和歌子・小林真未子・植田隆志・田井中皓介・中澤昌弥・富永衣里子（吉本興業）